# Ascomma
Ascomma is een geslacht van kevers uit de familie somberkevers (Zopheridae). De wetenschappelijk naam van het geslacht werd in 1876 gepubliceerd door Charles Owen Waterhouse.

## Soorten
- A. horrida Waterhouse, 1876